# Bonnetina cyaneifemur
Espèce
Bonnetina cyaneifemur est une espèce d'araignées mygalomorphes de la famille des Theraphosidae.

## Distribution
Cette espèce est endémique du Mexique. Elle se rencontre au Colima et au Jalisco.

## Description
Le mâle holotype mesure 17,5 mm.

## Publication originale
- Vol, 2000 : Description de Bonnetina cyaneifemur, gen. n. & sp. n. (Araneae, Theraphosidae, Theraphosinae) du Mexique. Arachnides, no 44, p. 2-9.